# An Vanderstighelen
An Vanderstighelen (8 november 1977) is een Vlaamse actrice.
An Vanderstighelen studeerde Dramatische Kunst en Musical aan het Koninklijk Conservatorium van Brussel.
Ze speelde al mee in meerdere musicals. Bij de tv-kijkers werd ze bekend als Els Buyens uit de politiereeks Zone Stad en als Kaat Coucke uit de telenovelle LouisLouise. Ze had ook een bijrol in de kinderserie De Elfenheuvel. Van oktober 2013 tot januari 2025 vertolkte ze de rol van Sam De Witte in de soapserie Thuis.

## Musical
- Doornroosje (2002)
- De 3 Biggetjes (2003)
- Bloedbroeders (2004)
- Mamma Mia! (2006)
- Daens (2008)
- Je Anne (2009)
- Pauline & Paulette (2013-2014)

## Theater
- Wie slaapt er op de bank - Loge 10 producties (2009)
- Boeing Boeing-Gabrielle - Loge 10 producties (2010)
- Tien kleine negertjes- Mrs. Rogers - Loge 10 producties (2011)
- Moord op de Nijl- Louise - Loge 10 producties (2012)
- Hamlet - Ophelia - Loge 10 producties (2012)
- Moord in het theater - Kelly - Uitgezonderd Theater (2015)
- De collega's- Betty Bossee (2016)
- Azzek Nog Zou Trouwen - Het Achterland (2017)